# 蔚山高速道路
蔚山高速道路（ウルサンこうそくどうろ）（16号線）は京釜高速道路彦陽JCT（蔚山広域市蔚州郡）から蔚山IC（蔚山広域市南区）まで至る全長14.3kmの高速国道である。

## 概要
1962年韓国初の国指定工業団地である蔚山工業センターへの物流のために京釜高速道路との連絡支線として建設された路線である。構想は1968年発表された高速道路の計画の中、3次5個年計画の完了までに建設すべき路線であった。しかし計画を前倒し、1968年12月慶尚南道が韓国建設部からの承認を受け、「民営高速道路」として事業化される。投資は信託銀行の関連会社であった韓信不動産が行い、50年間の運営が許可された。着工は1969年6月20日行われ、同年12月29日完成、京釜高速道路の大邱～釜山間とともに供用を開始した。しかし、自動車の普及がまだ十分でなく、予測した交通量の1割を記録した上、高い金利により翌年から赤字に陥ったため、韓信不動産が政府に移管を要求することになった。長らく続いた交渉のあと、1974年11月1日をもって韓国道路公社が管理を引受することになった。このあと、1978年高速国道8号としての指定され正式な高速国道の路線になった。
路線の建設当時から高規格道路として計画されたものの、2000年まで平面交差点の彦陽ICを持つ路線であった。しかし2000年9月10日京釜高速道路で西蔚山ICが開通したため、彦陽ICを一部を閉鎖し平面交差が解消、2004年最終的に廃止となった。長らくは単なる接続支線であったが、2008年からは東海高速道路との接続が行われ、本線料金所の移設とともに有料区間を繋ぐ路線となった。

## 路線データ
- 起点：蔚山広域市蔚州郡彦陽邑（彦陽JCT）
- 終点：蔚山広域市南区無去洞（蔚山IC）
- 全長：14.3km
- 管理会社：韓国道路公社
- 制限最高速度：100 km/h
- 制限最低速度：50 km/h
- 車線数
  - 彦陽JCT～凡西ハイパスIC予定地付近：4車線
  - 凡西ハイパスIC予定地付近～蔚山料金所：6車線
  - 蔚山料金所～蔚山IC：8車線

## 沿革
- 1968年2月17日 彦陽～蔚山間高速道路建設計画発表
- 1969年6月20日 彦陽～蔚山間高速道路着工
- 1969年12月29日 彦陽JCT～蔚山IC開通、運営は韓信不動産が50年間行うと発表
- 1974年11月1日 韓国道路公社が引受
- 1978年6月22日 正式に高速国道8号彦陽蔚山線として指定
- 1981年11月7日 指定変更により路線の名称を蔚山線（蔚山高速道路）として確定[8]
- 2000年9月10日 平面交差点の解消事業で京釜高速道路の西蔚山ICが開通、これに伴い彦陽ICの平面交差を解消（蔚山IC→彦陽JCT方面の出口閉鎖）
- 2001年8月25日 高速国道路線指定令改正により路線番号を8号線から16号線に変更
- 2004年12月29日 彦陽ICを廃止
- 2008年7月24日 凡西停留所～蔚山IC間拡張（4→6車線）
- 2008年12月8日 蔚山料金所を移転
- 2008年12月29日 蔚山JCT、長剣IC開通

## 道路状況

### 交通量
24時間交通量（台） 交通量統計年報（随時統計）
| 区間              | 1975年 | 1980年 | 1985年 | 1990年 | 1995年 | 2000年 | 2005年 | 2010年 | 2015年 | 2020年 | 2023年 |
| ----------------- | ------ | ------ | ------ | ------ | ------ | ------ | ------ | ------ | ------ | ------ | ------ |
| 彦陽JCT - 蔚山JCT | 554    | 1,929  | 2,056  | 9,871  | 15,387 | 44,056 | 40,286 | 44,545 | 51,948 | 46,219 | 39,464 |
| 蔚山JCT - 蔚山IC  | 554    | 1,929  | 2,056  | 9,871  | 15,387 | 44,056 | 40,286 | 46,385 | 51,394 | 48,427 | 45,066 |

## インターチェンジなど
- 全区間蔚山広域市所在。

| IC 番号                                                | 施設名                 | 施設名               | 接続路線名                                                | 起点 から (km) | 備考                      | 所在地 | 所在地 |
| ------------------------------------------------------ | ---------------------- | -------------------- | --------------------------------------------------------- | -------------- | ------------------------- | ------ | ------ |
| 1                                                      | 彦陽JCT                | 언양 분기점          | 高速国道1号京釜線                                         | 0.0            |                           | 蔚州郡 |        |
| SA                                                     | 蔚山幸福ドリーム休憩所 | 울산 행복드림 휴게소 |                                                           | 4.0            | 簡易休憩所 旧・蔚山料金所 | 蔚州郡 |        |
| 2                                                      | 蔚山JCT                | 울산 분기점          | 高速国道65号東海線                                        | 11.8           |                           | 蔚州郡 |        |
| TG                                                     | 蔚山TG                 | 울산 요금소          |                                                           | 12.8           | 本線料金所                | 蔚州郡 |        |
| 3                                                      | 長剣IC                 | 장검 나들목          | 長剣キル                                                  | 13.2           |                           | 蔚州郡 |        |
|                                                        | 蔚山IC                 | 울산 나들목          | 国道14号・蔚山広域市道21号（大学路・北部循環道路） 三湖路 | 14.3           |                           | 南区   |        |
| 蔚山広域市道20号（南部循環道路） 国道7号・国道31号方面 |                        |                      |                                                           |                |                           |        |        |